# Gang, który nie umiał strzelać
Gang, który nie umiał strzelać (ang. The Gang That Couldn't Shoot Straight) – amerykański film komediowy z 1971 roku. Zrealizowany na podstawie powieści Jimmy'ego Breslina.

## Obsada
- Lionel Stander (Baccala),
- Jerry Orbach (Kid Sally Palumbo),
- Leigh Taylor-Young (Angela Palumbo),
- Jo Van Fleet (Big Momma),
- Robert De Niro (Mario Trantino),
- Irving Selbst (Big Jelly),
- Hervé Villechaize (Beppo),
- Joe Santos (Exmo),
- Carmine Caridi (Tony),
- Frank Campanella (Water Buffalo),
- Harry Basch (DeLauria),
- Sander Vanocur (TV Commentator),
- Philip Bruns (Gallagher (as Phil Bruns)),
- Philip Sterling (District Attorney Goodman),
- Jack Kehoe (Bartender)